# Glafira de Capadòcia
Glafira (en grec: Γλαφύρα) fou una princesa d'Anatòlia nascuda a Capadòcia que per matrimoni es relacionà amb la dinastia herodiana.

## Família i primers anys de vida
Glafira era una princesa d'ascendència grega, armènia i persa. Son pare era el rei aliat dels romans Arquelau de Capadòcia, i el seu germà fou Arquelau de Cilícia. El seu avi patern era Arquelau, aliat de Roma i rei sacerdot del temple de Comana, a Capadòcia; la seua àvia paterna, de la qual va prendre el nom, era l'hetera Glafira. Els reis sacerdots de Comana eren descendents d'Arquelau, el general d'alt rang favorit de Mitridates VI Eupàtor del Pont, i el seu possible gendre.
La mare de Glafira, la primera esposa d'Arquelau, era una princesa armènia el nom de la qual es desconeix i que va morir el 8 abans de la nostra era. Podria haver sigut filla del rei Artavasdes III d'Armènia, que era fill de Tigranes II d'Armènia i de Cleòpatra del Pont. Aquesta Cleòpatra era filla de Mitridates VI i de la seua primera esposa i germana Laodice. Si és així, els pares de Glafira podrien ser parents llunyans.
Va nàixer i créixer a Capadòcia. El 25 ae l'emperador August cedeix a Arquelau territoris extres per a governar, incloent-hi el port Sebaste de Cilícia, que Arquelau canvia de nom en honor d'August. La família reial s'hi estableix, i Arquelau construeix una residència reial i un palau a l'illa del port. Glafira tenia el títol de «filla del rei», que reflectia la seua ascendència reial. Era una dona dinàmica i amb una força a tenir en compte.

## Primer matrimoni
August procurava matrimonis entre les famílies de reis aliats romans. El rei Herodes el Gran casava els seus fills amb parents o amb súbdits. Tanmateix, Herodes volia que el seu fill Alexandre es casàs amb una princesa estrangera. Herodes negocià un enllaç matrimonial amb Arquelau.
Entre el 18 i 17 abans de la nostra era, en la cort d'Herodes a Jerusalem (Palestina), Glafira es casà amb Alexandre. Arquelau va donar a Glafira un dot, que Herodes més tard li retornaria. El matrimoni entre Alexandre i Glafira feu que aquesta adoptàs el judaisme, tot i que no es fa pas cap esment de la seua conversió en el relat del seu primer matrimoni. Tingueren tres fills: Tigranes i Alexandre, i una filla.
En la cort de Jerusalem, a Palestina, Glafira es tornà una molèstia per la seua actitud pretensiosa, citant la seua ascendència paterna pels reis de Macedònia, i la materna pels governants de Pèrsia. Es va burlar de la princesa Salomé i les esposes d'Herodes per la seua baixa ascendència. La seua actitud va fer que el marit de Berenice, filla de Salomé, el príncep Aristobul IV, descrigués a Berenice com «una plebea, una dona del poble». Salomé, al seu torn, va estendre el rumor que «Herodes estava perdut d'amor per Glafira i que la seua passió era difícil de mitigar». Això enfurí el marit de Glafira, Alexandre, i la va allunyar del seu pare. Les dones de la cort van començar a odiar a Glafira i Alexandre. La impopularitat de Glafira dugué a crear rumors sobre Alexandre i Aristobul IV. Herodes arribà a creure que conspiraven contra ell.
Amb permís d'August, Herodes executà Alexandre i Aristobul el 7 ae. Herodes també va qüestionar la lleialtat de Glafira, i la va enviar de tornada a Capadòcia, però mantingué la custòdia dels seus fills. El retorn de Glafira no trencà les relacions amistoses entre els dos regnes.(10)

## Vida després d'Alexandre i segon matrimoni
Quan Herodes va morir el 4 aC a Jericó (Palestina), els fills de Glafira se n'anaren a viure a Capadòcia amb ella. Van renunciar al judaisme i abraçaren la seua herència grega, incloent-hi la religió, però les connexions familiars amb la dinastia herodiana no es van trencar.(1)
Entre 2 ae - 2 de la nostra era, el rei aliat romà Juba II de Mauritània recorria la Mediterrània Oriental amb el net d'August, Gai Agripa. Durant aquest viatge Juba II va conéixer Glafira. Es van enamorar i es van casar abans de l'any 6. L'anterior consort de Juba II, Cleòpatra Selene II, segurament havia mort abans. (Algunes monedes de Cleòpatra Selene II s'han datat del 17, la qual cosa suggereix que ella encara estava viva llavors, però és poc probable que el romanitzat Juba II haja tingut un matrimoni polígam, si bé son pare sí que fou polígam).Per tant, Glafira es convertí en reina de Mauritània. El seu matrimoni amb Juba II fou breu: no hi ha pas rastre del seu nom en les inscripcions del nord d'Àfrica. Se li va fer una inscripció honorífica a Atenes.:
| « | Ή βουλή καί [ό δ]ήμος [Β]ασίλισσαν [Γλυφύραν] βασιλέω[ς] Άρχέλάου θυρ[ατέρα], βασιλέως Ίοβ[ά] γυναίκ[α άρε]τής έν[ε]κα. La Boulé i Demos honran a la reina Glafira, hija del rey Arquelao, y esposa del rey Juba a cuenta de su virtud. | » |

## Tercer matrimoni
Durant el segon matrimoni, es retrobà amb Herodes Arquelau (mig germà del seu primer marit, i ara etnarca romà de Samaria, Palestina i Edom). Ell era fill d'Herodes el Gran i de la seua tercera esposa, Maltace. Es van enamorar i van decidir casar-se. Per a això, Glafira es divorcià de Juba II, i Herodes Arquelau ho feu de la seua primera esposa, la seua cosina Mariamna.
Glafira i Herodes Arquelau es van casar, mentre que ell era etnarca. El matrimoni d'una vídua amb el seu excunyat, violava les lleis jueves. Es considerava immoral pels jueus i causà un gran escàndol religiós.
El matrimoni de Glafira i Herodes Arquelau lamentablement no va tenir un final feliç. Poc després de les noces, sembla que Glafira va somiar que el seu primer marit es posava al seu costat i li retreia no ser-li fidel. Ella no sols havia tingut un segon matrimoni, pitjor encara, havia tornat i s'havia casat amb el seu cunyat. En el somni, Alexandre li va dir a Glafira que ell la reclamaria. Ella va morir l'endemà passat.(10)
Llavors, August va destituir Herodes Arquelau com etnarca per la seua crueltat, i el desterrà a Viena a la Gàl·lia. És incert si Glafira va morir abans o durant l'exili.